# Петропавловское (Курганская область)
Петропавловское — село в Катайском районе Курганской области. Административный центр и единственный населённый пункт Петропавловского сельсовета.

## История
До 1917 года центр Петропавловской волости Шадринского уезда Пермской губернии. По данным на 1926 год состояло из 566 хозяйств. В административном отношении являлось центром Петропавловского сельсовета Катайского района Шадринского округа Уральской области.

## Население
| 1989 | 2002 | 2010 | 2012 | 2013 | 2014 | 2015 |
| ---- | ---- | ---- | ---- | ---- | ---- | ---- |
| 1008 | ↘751 | ↘554 | ↘552 | ↘532 | ↘517 | ↘500 |
| 2016 | 2017 | 2018 | 2019 | 2020 |      |      |
| ↘482 | →482 | ↘475 | ↘456 | ↘442 |      |      |

По данным переписи 1926 года в селе проживало 2731 человек (1281 мужчина и 1450 женщин), в том числе: русские составляли 100 % населения.